# 池部啓太
池部 啓太（いけべ けいた、1798年3月2日（寛政10年1月15日）- 1868年9月28日（慶応4年8月13日））は、江戸時代後期の洋学者、砲術家、熊本藩士。諱は春常。号は如泉。

## 経歴
熊本藩士の池部長十郎の子として生まれる。九州測量に来た伊能忠敬に測量術を学ぶ。長崎に出て、長崎海軍伝習所に学ぶ。また末次忠助に蘭学や天文学を学び、高島四郎兵衛・高島秋帆父子に西洋式砲術を学ぶ。熊本藩の暦算師範を務め、砲術師範も兼務した。1842年（天保13年）、師である秋帆の下獄に連座し5年間幽閉の身となった。享年71歳。著作は『砲玉行道図説』などがある。